# Джексон, Рэшли
Рэшли Эсмонд Джексон (англ. Rashleigh Esmond Jackson; 12 января 1929 — 1 сентября 2022) — гайанский политик и дипломат.
На дипломатической работе с 1962 года. С 1965 года старший помощник постоянного секретаря, в 1969—1973 годах — постоянный секретарь МИД Гайаны. С 30 января 1973 по 1978 год — постоянный представитель Гайаны при ООН. В 1978—1990 годах министр иностранных дел Гайаны.